# 河村卓也
河村 卓也（かわむら たくや、1969年1月2日 - ）は、ビクター少年合唱隊所属(1975年‐1981年在籍）の日本のボーイソプラノ歌手。同合唱隊15期委員長も務めた。
東京都出身。中華人民共和国演奏旅行の際、隊員代表として谷牧副総理の招聘を受け、その模様は人民日報（1980年8月1日）などでも報じられている。
1977年にシングル『パンダの赤ちゃん』をソロレコーディング。少年合唱隊のLP『過ぎ行く時と友達　Le temps qui passe, Mon ami』（ビクター音楽産業　KVX-1058　1979年）では「マルセリーノの歌」「グリーングリーン」「なんでもやるさ」のソロ、LP『天使のハーモニー』シリーズでは「山口さんちのツトム君」「通りゃんせ」「ペチカ」などのソロを担当している。成人女性を思わせる低い地声の奥行きを生かし、幼い艶を残しながらも冷たい感じのする秀才肌のボーイソプラノ独唱を得意としていた。
NHK『BSおかあさんといっしょ』でうたのおにいさんを務めたひなたおさむはビクター少年合唱隊の同期（卒隊）。4年間ほど同じ声部でともにソロ要員のボーイソプラノとして歌っていた。森の木児童合唱団のソリスト市場衛も同年生まれ。

## ディスコグラフィー
- パンダの赤ちゃん（1977年8月25日発売[1]、ビクター音楽産業　KV-61[2]）
  - 作詞：平多正於、作曲・編曲：平岡照章、歌：河村卓也、くるみ児童合唱団
  - このレコードにはパンダの鳴き声も収録されている[2]。楠トシエの同名曲とは異なる[1]。
  - シングルB面は「パンダのマーチ」（ビクター少年合唱隊名義）[2]。
  - 1977年10月時点で、シングルはビクター宣伝部調べで全国の幼稚園・保育園を中心に約1万5000枚を売り上げた[1]。
  - CDでは2018年発売の『2018じゃぽキッズ運動会4 ぞうさんのパオパオ拳法』に収録[3][4]。